# Crocifissione (Anovelo da Imbonate)
La Crocifissione è un affresco di matrice giottesca conservato nella parete destra del transetto della chiesa di San Marco a Milano.

## Storia
Si tratta di un affresco di recente riscoperta, ricomparso da sotto un affresco post rinascimentale che lo copriva; si trova in San Marco, nel braccio destro del transetto. Punto di partenza stilistico è il Giottismo, che viene non tanto dall'esempio diretto del maestro, bensì assimilando l'eredità che in Milano l'opera di Giotto aveva lasciato (Giotto era stato a Milano ad affrescare il palazzo dei Visconti per Azzone tra il 1334 e il 1335). Era un giottismo pertanto filtrato da varie interpretazioni, che privilegiava un colore prezioso, e guardava soprattutto all'opera di Giovanni da Milano.
Quello che la sua pittura ricerca sono pertanto i termini corsivi e più naturalistici, dati questi dalle espressioni dei volti, ma di un naturalismo che tende a coinvolgere spiritualmente, più che a dare una reale presenza della figura nello spazio. Infatti questa pittura tende a riportare a un'atmosfera emotivamente spirituale, puntando a dare una visione diretta di alcuni principi teologici, rappresentati nel riferimento ad alcuni santi particolari. Era questa l'impostazione contenutistica avviata nel Milanese dal ciclo di affreschi di Giusto de' Menabuoi a Viboldone.
Si vedono nel brano di affresco superstite al centro il Crocifisso, con due angeli ai due lati, dei quali uno raccoglie il Sangue del Cristo. Sotto una Pia Donna regge la Madonna svenuta (nel gruppo a sinistra; della Madonna appare solo la mano e il braccio che questa pia donna sorregge). Sotto a queste due figure sta, ai piedi della Croce la Maddalena, con i lunghi capelli biondi e le mani con i palmi aperti verso il Cristo, così accasciata sotto la Croce.
Il Crocifisso come tipologia viene dalla rivoluzione giottesca di tale iconografia, ma ne fornisce un'immagine più magra e stilizzata secondo un certo gusto lineare. Nella parte destra dell'affresco, a mezza altezza, il gruppo delle figure che stanno sotto alla Croce, è sovrastato da un personaggio più in alto, un santo barbuto di cui restano parti della testa e del corpo; per esso si suppone fosse Sant'Antonio Abate. Sotto di questi verso la croce sta il San Giovanni nel tipico atteggiamento a mani giunte, e, sotto ancora, un poco a destra e in basso, un vescovo che regge un cartiglio che svolazza verso il Cristo; il cartiglio si suppone avesse scritto lo Psalmos di Sant'Agostino.
Questa Crocefissione è emblematica di una tipologia iconografica del Trecento lombardo, di cui un ultimo, tardo e conclusivo esempio lo si vede nella crocifissione, di poco posteriore al 1405 ma di anonimo pittore legato al secolo precedente (vedi Affresco della Crocefissione), che si trova nella chiesa di San Cristoforo sul Naviglio, nella controfacciata (dalla parte destra della doppia facciata, la cosiddetta cappella Ducale, posta tra le due monofore gotiche; da non confondersi con l'altra crocefissione che nella stessa cappella ducale si trova ad essa dirimpetto, nella parte presbiteriale, la quale ultima però, benché riferita all'epoca degli Zavattari, mantiene ancora qualche ricordo di questa precedente iconografia.